# Großer Preis von Bahrain 2016
Der Große Preis von Bahrain 2016 (offiziell 2016 Formula 1 Gulf Air Bahrain Grand Prix) fand am 3. April auf dem Bahrain International Circuit in as-Sachir statt und war das zweite Rennen der Formel-1-Weltmeisterschaft 2016.

## Bericht

### Hintergründe
Nach dem Großen Preis von Australien führte Nico Rosberg in der Fahrerwertung mit sieben Punkten vor Lewis Hamilton und mit zehn Punkten vor Sebastian Vettel. In der Konstrukteurswertung führte Mercedes mit 28 Punkten vor Ferrari und mit 29 Punkten vor Williams.
Beim Großen Preis von Bahrain stellte Pirelli den Fahrern die Reifenmischungen P Zero Medium (weiß), P Zero Soft (gelb) und P Zero Supersoft (rot) sowie für Nässe Cinturato Intermediates (grün) und Cinturato Full-Wets (blau) zur Verfügung.
Vor dem Rennwochenende gab es einen Fahrwechsel: Bei McLaren gab Stoffel Vandoorne sein Debüt in der Formel-1-Weltmeisterschaft. Er ersetzte Fernando Alonso, der wegen Verletzungen im Brustbereich, die er sich bei einem Unfall beim Großen Preis von Australien zuzog, keine Starterlaubnis der FIA erhielt.
Die DRS-Zonen blieben im Vergleich zum Vorjahr unverändert, der Messpunkt für die erste Zone befand sich zehn Meter vor Kurve 9, die Zone selbst begann am Anfang der Gegengeraden, genau 50 Meter nach Kurve 10. Der Messpunkt für die zweite DRS-Zone lag 108 Meter vor Kurve 14, aktiviert werden durfte das DRS dann auf der Start-Ziel-Geraden, 270 Meter nach Kurve 15. Es gab auch keine baulichen Veränderungen an der Strecke.
Max Verstappen (acht), Marcus Ericsson (vier), Kimi Räikkönen, Vettel (jeweils drei), Valtteri Bottas, Jenson Button, Romain Grosjean, Hamilton, Rio Haryanto, Nico Hülkenberg, Daniil Kwjat und Felipe Nasr (jeweils zwei) gingen mit Strafpunkten ins Rennwochenende.
Mit Felipe Massa, Vettel, Hamilton (jeweils zweimal) und Button (einmal) traten vier ehemalige Sieger zu diesem Grand Prix an.
Als Rennkommissare fungierten Paul Gutjahr (CHE), Mazen Al Hilli (BAH), Roger Peart (CAN) und Derek Warwick (GBR).

### Training
Im ersten freien Training erzielte Rosberg in 1:32,294 Minuten die Bestzeit vor Hamilton und Räikkönen.
Im zweiten freien Training fuhr Rosberg in 1:31,001 Minuten erneut die Bestzeit vor Hamilton und Button. Grosjean verlor einen Teil seines Frotflügels, nachdem er über die Curbs gefahren war. Einen ähnlichen Vorfall hatte es bei ihm schon bei den Testfahrten vor der Saison in Barcelona gegeben. Vettel stellte seinen Ferrari mit einem Defekt an der Radaufhängung rund 15 Minuten vor Ende des Trainings am Streckenrand ab. Kevin Magnussen ignorierte wegen eines Missverständnisses die Aufforderung der Rennleitung, sein Fahrzeug wiegen zu lassen. Deshalb musste er das Rennen aus der Boxengasse starten.
Im dritten freien Training fuhr Vettel in 1:31,683 Minuten die Bestzeit vor Räikkönen und Rosberg.

### Qualifying
Das Qualifying bestand aus drei Teilen mit einer Nettolaufzeit von 45 Minuten. Im ersten Qualifying-Segment (Q1) hatten die Fahrer 16 Minuten Zeit, um sich für das Rennen zu qualifizieren. Alle Fahrer, die im ersten Abschnitt eine Zeit erzielten, die maximal 107 Prozent der schnellsten Rundenzeit betrug, qualifizierten sich für den Grand Prix. Nach sieben Minuten schied der erste Pilot aus, dann im Abstand von 90 Sekunden jeweils ein weiterer, bis am Ende des Segments noch 15 Piloten übrig waren. Rosberg war Schnellster. Die Sauber-, Manor- und Renault-Fahrer sowie Pérez schieden aus.
Der zweite Abschnitt (Q2) dauerte 15 Minuten. Die schnellsten acht Piloten qualifizierten sich für den dritten Teil des Qualifyings. Nach sechs Minuten schied der erste Pilot aus, dann im Abstand von 90 Sekunden jeweils ein weiterer. Hamilton war Schnellster. Kwjat, die McLaren-, die Haas- und beide Toro Rosso-Piloten schieden aus.
Der letzte Abschnitt (Q3) ging über eine Zeit von 14 Minuten, in denen die ersten acht Startpositionen vergeben wurden. Hier schied nach fünf Minuten der erste Fahrer aus, erneut im Abstand von 90 Sekunden jeweils ein weiterer. In den letzten Minuten des dritten Abschnittes blieb die Strecke erneut leer, da alle Fahrer die ihnen zur Verfügung stehenden Reifensätze aufgebraucht hatten. Hamilton fuhr die Bestzeit vor Rosberg und Vettel. Es war die 51. Pole-Position für Hamilton. Nach dem Qualifying geriet Hamiltons Pole in Gefahr, nachdem die FIA eine Untersuchung eingeleitet hatte, nachdem Hamilton in der Boxengasse rückwärts fuhr und parkte. Hamilton erhielt einen Verweis und seine Pole-Position blieb bestehen.

### Rennen

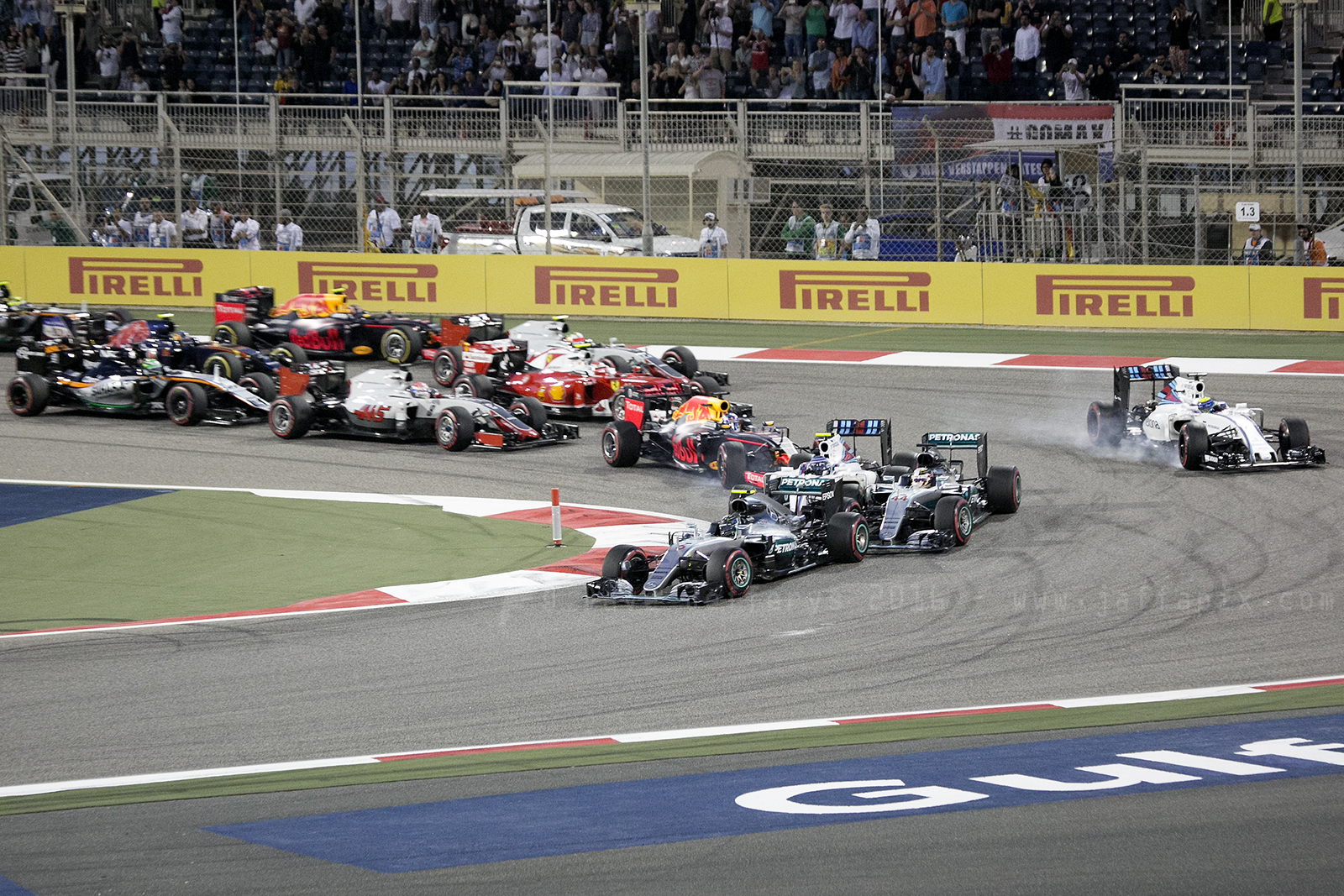
Unmittelbar nach dem Start liegt Rosberg in Führung, Bottas greift Hamilton in der ersten Kurve an

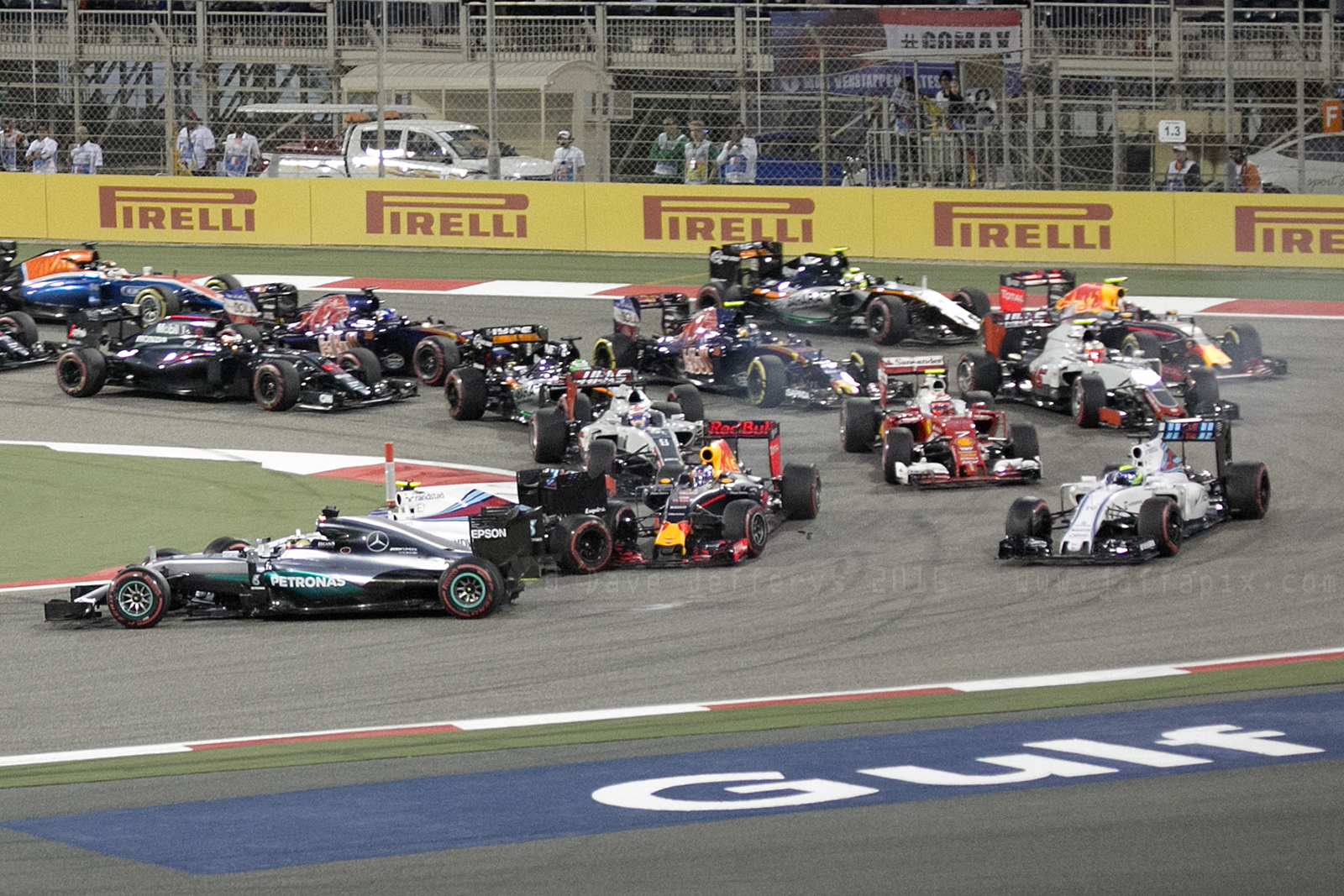
Nach der Berührung mit Bottas verliert Hamilton fast die Kontrolle über sein Fahrzeug, Ricciardo kollidiert mit Bottas und beschädigt sich seinen Frontflügel

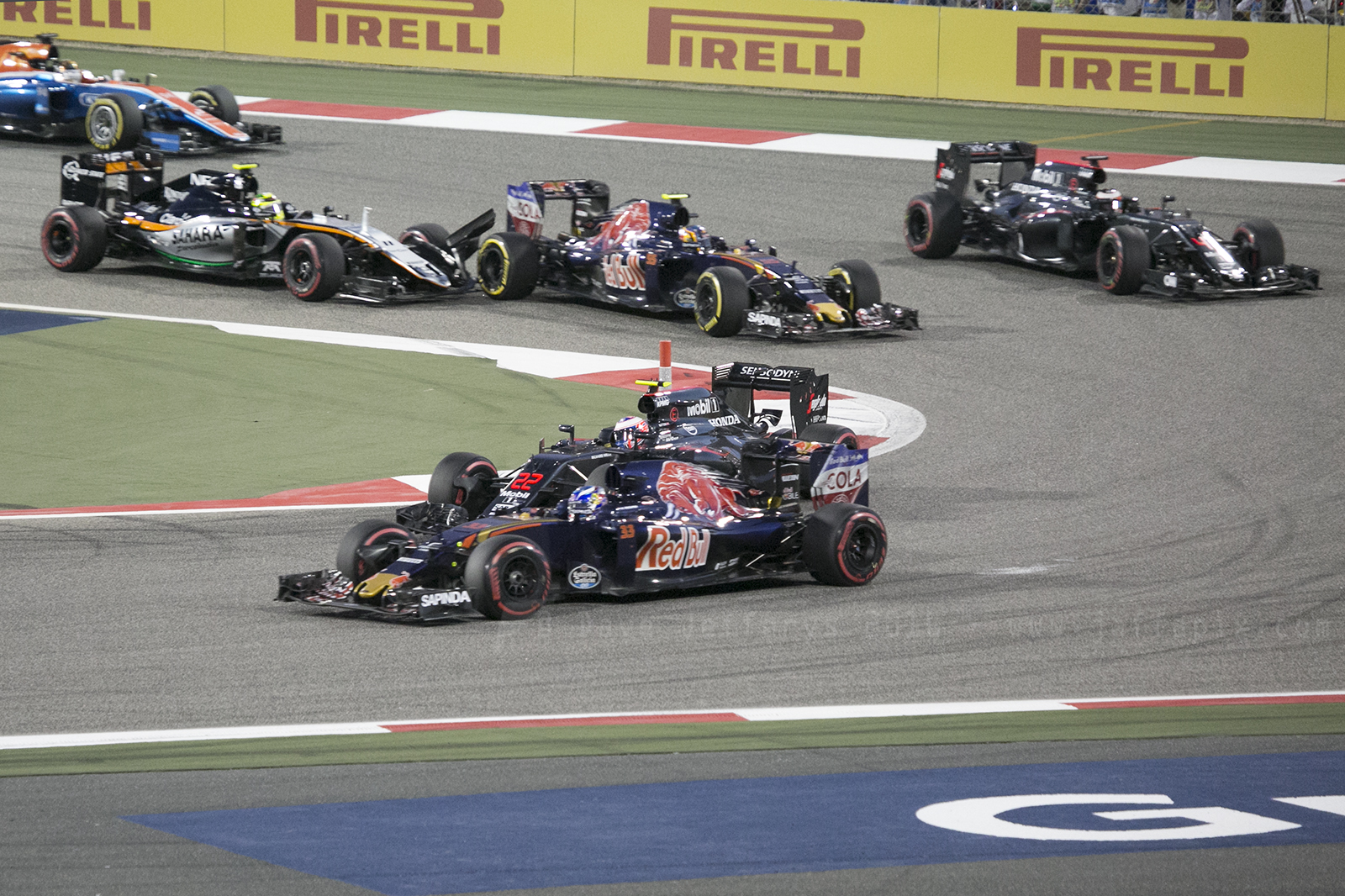
Zweite Runde: Pérez fährt auf Sainz auf und beschädigt seinen Frontflügel

Bereits in der Einführungsrunde gab es zwei Ausfälle: Vettel stellte seinen Ferrari mit einem Motorschaden am Streckenrand ab und Jolyon Palmer fuhr mit einem Hydraulikdefekt in die Boxengasse, wo er aus dem Fahrzeug ausstieg.
Rosberg startete gut und übernahm die Führung, dahinter kam es zu einer Kollision zwischen Hamilton und dem sehr gut gestarteten Bottas. Hamilton fiel auf Rang neun zurück, an seinem Fahrzeug wurden bei dem Unfall Frontflügel und Unterboden beschädigt. Nach dem Rennen stellte sich zudem heraus, dass auch das Getriebe beschädigt wurde. Auch Bottas und der unmittelbar hinter diesem fahrende Daniel Ricciardo erlitten dabei Beschädigungen an ihren Frontflügeln, fuhren jedoch damit weiter. Auch dahinter kam es zu einer Kollision, Hülkenberg fuhr auf Grosjean auf und musste sich daher am Ende der ersten Runde eine neue Fahrzeugnase montieren lassen.
In der zweiten Runde kam es beim Anbremsen der ersten Kurve bei einem Angriff von Pérez auf Carlos Sainz jr. zu einer Berührung, dabei beschädigte sich Pérez ebenfalls den Frontflügel und musste diesem am Ende der Runde wechseln lassen. Sainz jr. erlitt einen Reifenschaden und fiel weit zurück, da er zunächst die komplette Runde langsam fahren musste. Hamilton überholte unterdessen mehrere Piloten und arbeitete sich zunächst auf den sechsten Platz vor.
Rosberg führte zu diesem Zeitpunkt vor Massa, Bottas, Ricciardo, Räikkönen, Hamilton, Grosjean und Verstappen. In der fünften Runde überholte Räikkönen Ricciardo, der nach einem Verbremser bereits am Ende dieser Runde zum Reifenwechsel an die Box fuhr. Räikkönen ging anschließend auch an Bottas vorbei. Button rollte mit einem Defekt am ERS am Streckenrand aus.
In der 8. Runde überholte auch Hamilton Bottas, der kurz darauf zum Reifenwechsel an die Box fuhr. Hamilton verlor eine Runde später ein Fahrzeugteil seines Unterbodens, das sich beim Unfall in der ersten Runde gelöst hatte. Der nun hinter ihm fahrende Romain Grosjean überfuhr das Teil, erlitt dabei aber keine Beschädigung seines Wagens. In der gleichen Runde wurde eine Durchfahrtstrafe gegen Bottas ausgesprochen, da die Rennkommissare ihm die Schuld für die Kollision mit Hamilton in der ersten Runde gaben. Esteban Gutiérrez gab zu diesem Zeitpunkt das Rennen mit einem Bremsdefekt auf.
In der 11. Runde fuhr Verstappen zum Reifenwechsel an die Box, eine Runde später Grosjean, der vor Verstappen blieb. Beide entschieden sich erneut für die Supersoft. Vandoorne ging unterdessen an beiden Force-India-Piloten vorbei.
In der 13. Runde kam Räikkönen an die Box und wechselte auf die Soft-Reifen. Er kam unmittelbar hinter Ricciardo und Massa auf die Strecke zurück, überholte beide jedoch innerhalb einer Runde. Eine Runde später kamen auch Rosberg und Hamilton an die Box, Rosberg wechselte ebenfalls auf Soft, Hamilton auf Medium. Räikkönen überholte Kwjat und fuhr die bis dahin schnellste Rennrunde. Auch Hamilton überholte eine Runde später zunächst Massa und dann Kwjat.
Rosberg führte zu diesem Zeitpunkt vor Räikkönen, Ricciardo, Hamilton, Kwjat, Massa, Grosjean und Verstappen. In Runde 17 kam es erneut zu zwei Überholmanövern, Hamilton überholte Ricciardo und Grosjean Massa. Kwjat fuhr zum Reifenwechsel an die Box. Auch Verstappen ging kurz darauf an Massa vorbei.
Im Mittelfeld gab es eine Gruppe von Fahrern, die um Platz zehn kämpften: Ericsson, Nasr, Pascal Wehrlein und der nach seinem Boxenstopp stark aufholende Kwjat, der innerhalb von zwei Runden alle drei übrigen Piloten hinter sich ließ und somit auf dem zehnten Rang lag.
Grosjean überholte in Runde 24 Ricciardo, der unmittelbar darauf zum Reifenwechsel fuhr und anschließend hinter Kwjat, Ericsson und Bottas lag, alle drei jedoch wieder überholte.
Räikkönen und Hamilton fuhren zum Reifenwechsel an die Box, beide ließen wieder Supersoft montieren, genau wie Grosjean eine Runde später. Ricciardo fuhr die bis dahin schnellste Runde des Rennens und ging an Massa vorbei. Grosjean und Verstappen überholten beide Bottas. Beide Williams-Piloten fuhren zu diesem Zeitpunkt die Medium-Reifen und konnten mit den Rundenzeiten der anderen Piloten in den Top 10 nicht mithalten. Dennoch wechselte Massa in Runde 30 erneut auf einen Satz der Medium.
Der Spitzenreiter Rosberg wechselte, genau wie seine unmittelbaren Verfolger Räikkönen und Hamilton, wieder auf Supersoft. Hamilton fuhr die bis dahin schnellste Runde des Rennens und verkürzte den Rückstand auf Räikkönen. Sainz jr. gab das Rennen mit einem technischen Defekt an der Box auf. Grosjean überholte unterdessen Kwjat.
In Runde 38 kam Räikkönen zum letzten planmäßigen Boxenstopp, er wechselte auf Soft. Zwei Runden später fuhren auch Rosberg, Hamilton und Grosjean an die Box, alle mit der gleichen Reifenwahl. Rosberg fuhr nach seinem Boxenstopp die schnellste Runde des Rennens und konnte den Abstand auf Räikkönen weiter vergrößern. Bei Red Bull entschied man sich für eine andere Taktik, Ricciardo wechselte in Runde 43 auf Medium, sein Teamkollege Kwjat in Runde 45 auf Supersoft.
Grosjean schloss mit seinen frischeren Reifen auf Massa auf und überholte ihn in Runde 46. Kurz darauf ging Verstappen zum letzten Reifenwechsel an die Box, damit hatten alle Fahrer unter den ersten Zehn ihre Reifenwechsel vorgenommen. Die Williams-Piloten fuhren zu diesem Zeitpunkt erneut deutlich langsamere Rundenzeiten als die übrigen Piloten auf den Punkterängen, Kwjat überholte in Runde 50 Bottas, Verstappen in Runde 52 Massa. Anschließend schloss Verstappen auf Grosjean auf, der jedoch einen knappen Vorsprung ins Ziel rettete. Kwjat überholte in der letzten Runde noch Massa und übernahm somit den siebten Platz.
Rosberg gewann das Rennen vor Räikkönen und Hamilton. Es war der zweite Saisonsieg im zweiten Rennen für Rosberg. Saisonübergreifend war es der fünfte Sieg für Rosberg in Folge und der achte Sieg für einen Mercedes-Fahrer. Räikkönen erreichte den ersten Podestplatz seit dem Großen Preis von Abu Dhabi 2015, es war bereits sein achter Podestplatz beim Großen Preis von Bahrain, den er jedoch noch nie gewinnen konnte. Die weiteren Punkteplatzierungen belegten Ricciardo, Grosjean, Verstappen, Kwjat, Massa, Bottas und Vandoorne. Vandoorne erreichte somit in seinem ersten Grand Prix den ersten Punkt.
In der Fahrerwertung baute Rosberg seinen Vorsprung auf Hamilton aus, Ricciardo lag nun auf dem dritten Rang. In der Konstrukteurswertung lag Mercedes nun mit deutlichem Vorsprung vor Ferrari, neuer Dritter war Red Bull.

## Meldeliste
| Team                          | Nr. | Fahrer            | Chassis                | Motor                       | Reifen |
| ----------------------------- | --- | ----------------- | ---------------------- | --------------------------- | ------ |
| Mercedes AMG Petronas F1 Team | 44  | Lewis Hamilton    | Mercedes F1 W07 Hybrid | Mercedes-Benz PU106C Hybrid | P      |
| Mercedes AMG Petronas F1 Team | 06  | Nico Rosberg      | Mercedes F1 W07 Hybrid | Mercedes-Benz PU106C Hybrid | P      |
| Scuderia Ferrari              | 05  | Sebastian Vettel  | Ferrari SF16-H         | Ferrari 059/5               | P      |
| Scuderia Ferrari              | 07  | Kimi Räikkönen    | Ferrari SF16-H         | Ferrari 059/5               | P      |
| Williams Martini Racing       | 19  | Felipe Massa      | Williams FW38          | Mercedes-Benz PU106C Hybrid | P      |
| Williams Martini Racing       | 77  | Valtteri Bottas   | Williams FW38          | Mercedes-Benz PU106C Hybrid | P      |
| Red Bull Racing               | 03  | Daniel Ricciardo  | Red Bull RB12          | TAG Heuer                   | P      |
| Red Bull Racing               | 26  | Daniil Kwjat      | Red Bull RB12          | TAG Heuer                   | P      |
| Sahara Force India F1 Team    | 27  | Nico Hülkenberg   | Force India VJM09      | Mercedes-Benz PU106C Hybrid | P      |
| Sahara Force India F1 Team    | 11  | Sergio Pérez      | Force India VJM09      | Mercedes-Benz PU106C Hybrid | P      |
| Sahara Force India F1 Team    | 34  | Alfonso Celis jr. | Force India VJM09      | Mercedes-Benz PU106C Hybrid | P      |
| Renault Sport F1 Team         | 20  | Kevin Magnussen   | Renault R.S.16         | Renault Energy F1 2016      | P      |
| Renault Sport F1 Team         | 30  | Jolyon Palmer     | Renault R.S.16         | Renault Energy F1 2016      | P      |
| Scuderia Toro Rosso           | 33  | Max Verstappen    | Toro Rosso STR11       | Ferrari 059/4               | P      |
| Scuderia Toro Rosso           | 55  | Carlos Sainz jr.  | Toro Rosso STR11       | Ferrari 059/4               | P      |
| Sauber F1 Team                | 09  | Marcus Ericsson   | Sauber C35             | Ferrari 059/5               | P      |
| Sauber F1 Team                | 12  | Felipe Nasr       | Sauber C35             | Ferrari 059/5               | P      |
| McLaren Honda                 | 47  | Stoffel Vandoorne | McLaren MP4-31         | Honda RA616H                | P      |
| McLaren Honda                 | 22  | Jenson Button     | McLaren MP4-31         | Honda RA616H                | P      |
| Manor Racing MRT              | 94  | Pascal Wehrlein   | Manor MRT05            | Mercedes-Benz PU106C Hybrid | P      |
| Manor Racing MRT              | 88  | Rio Haryanto      | Manor MRT05            | Mercedes-Benz PU106C Hybrid | P      |
| Haas F1 Team                  | 08  | Romain Grosjean   | Haas VF-16             | Ferrari 059/5               | P      |
| Haas F1 Team                  | 21  | Esteban Gutiérrez | Haas VF-16             | Ferrari 059/5               | P      |

Anmerkungen
1. 1 2  Der Force India mit der Startnummer 34 wird im ersten freien Training für Celis eingesetzt. Pérez übernimmt das Fahrzeug anschließend für das restliche Rennwochenende mit seiner Startnummer 11.

## Klassifikationen

### Qualifying
| Pos.                                                                      | Fahrer            | Konstrukteur         | Q1       | Q2       | Q3       | Start |
| ------------------------------------------------------------------------- | ----------------- | -------------------- | -------- | -------- | -------- | ----- |
| 01                                                                        | Lewis Hamilton    | Mercedes             | 1:31,391 | 1:30,039 | 1:29,493 | 01    |
| 02                                                                        | Nico Rosberg      | Mercedes             | 1:31,325 | 1:30,535 | 1:29,570 | 02    |
| 03                                                                        | Sebastian Vettel  | Ferrari              | 1:31,636 | 1:30,409 | 1:30,012 | 03    |
| 04                                                                        | Kimi Räikkönen    | Ferrari              | 1:31,685 | 1:30,559 | 1:30,244 | 04    |
| 05                                                                        | Daniel Ricciardo  | Red Bull-TAG Heuer   | 1:31,403 | 1:31,122 | 1:30,854 | 05    |
| 06                                                                        | Valtteri Bottas   | Williams-Mercedes    | 1:31,672 | 1:30,931 | 1:31,153 | 06    |
| 07                                                                        | Felipe Massa      | Williams-Mercedes    | 1:32,045 | 1:31,374 | 1:31,155 | 07    |
| 08                                                                        | Nico Hülkenberg   | Force India-Mercedes | 1:31,987 | 1:31,884 | 1:31,620 | 08    |
| 09                                                                        | Romain Grosjean   | Haas-Ferrari         | 1:32,005 | 1:31,756 | –        | 09    |
| 10                                                                        | Max Verstappen    | Toro Rosso-Ferrari   | 1:31,888 | 1:31,772 | –        | 10    |
| 11                                                                        | Carlos Sainz jr.  | Toro Rosso-Ferrari   | 1:31,716 | 1:31,816 | –        | 11    |
| 12                                                                        | Stoffel Vandoorne | McLaren-Honda        | 1:32,472 | 1:31,934 | –        | 12    |
| 13                                                                        | Esteban Gutiérrez | Haas-Ferrari         | 1:32,118 | 1:31,945 | –        | 13    |
| 14                                                                        | Jenson Button     | McLaren-Honda        | 1:31,976 | 1:31,998 | –        | 14    |
| 15                                                                        | Daniil Kwjat      | Red Bull-TAG Heuer   | 1:32,559 | 1:32,241 | –        | 15    |
| 16                                                                        | Pascal Wehrlein   | Manor-Mercedes       | 1:32,806 | –        | –        | 16    |
| 17                                                                        | Marcus Ericsson   | Sauber-Ferrari       | 1:32,840 | –        | –        | 17    |
| 18                                                                        | Sergio Pérez      | Force India-Mercedes | 1:32,911 | –        | –        | 18    |
| 19                                                                        | Kevin Magnussen   | Renault              | 1:33,181 | –        | –        | Box   |
| 20                                                                        | Jolyon Palmer     | Renault              | 1:33,438 | –        | –        | 19    |
| 21                                                                        | Rio Haryanto      | Manor-Mercedes       | 1:34,190 | –        | –        | 20    |
| 22                                                                        | Felipe Nasr       | Sauber-Ferrari       | 1:34,388 | –        | –        | 21    |
| 107-Prozent-Zeit: 1:37,718 min (bezogen auf Q1-Bestzeit von 1:31,325 min) |                   |                      |          |          |          |       |

Anmerkungen
1. ↑  Magnussen musste aus der Boxengasse starten, da er im freien Training eine Anweisung ignoriert hatte, mit seinem Fahrzeug zum Wiegen zu fahren.

### Rennen
| Pos. | Fahrer            | Konstrukteur         | Runden | Stopps | Zeit        | Start | Schnellste Runde |
| ---- | ----------------- | -------------------- | ------ | ------ | ----------- | ----- | ---------------- |
| 01   | Nico Rosberg      | Mercedes             | 57     | 3      | 1:33:34,696 | 02    | 1:34,482 (41.)   |
| 02   | Kimi Räikkönen    | Ferrari              | 57     | 3      | + 10,282    | 04    | 1:35,158 (39.)   |
| 03   | Lewis Hamilton    | Mercedes             | 57     | 3      | + 30,148    | 01    | 1:34,677 (43.)   |
| 04   | Daniel Ricciardo  | Red Bull-TAG Heuer   | 57     | 3      | + 1:02,494  | 05    | 1:36,064 (44.)   |
| 05   | Romain Grosjean   | Haas-Ferrari         | 57     | 3      | + 1:18,299  | 09    | 1:36,095 (42.)   |
| 06   | Max Verstappen    | Toro Rosso-Ferrari   | 57     | 3      | + 1:20,929  | 10    | 1:35,504 (49.)   |
| 07   | Daniil Kwjat      | Red Bull-TAG Heuer   | 56     | 3      | + 1 Runde   | 15    | 1:35,678 (36.)   |
| 08   | Felipe Massa      | Williams-Mercedes    | 56     | 2      | + 1 Runde   | 16    | 1:37,560 (31.)   |
| 09   | Valtteri Bottas   | Williams-Mercedes    | 56     | 3      | + 1 Runde   | 06    | 1:37,077 (37.)   |
| 10   | Stoffel Vandoorne | McLaren-Honda        | 56     | 3      | + 1 Runde   | 12    | 1:36,121 (44.)   |
| 11   | Kevin Magnussen   | Renault              | 56     | 3      | + 1 Runde   | Box   | 1:36,730 (40.)   |
| 12   | Marcus Ericsson   | Sauber-Ferrari       | 56     | 2      | + 1 Runde   | 17    | 1:38,003 (32.)   |
| 13   | Pascal Wehrlein   | Manor-Mercedes       | 56     | 3      | + 1 Runde   | 16    | 1:35,448 (35.)   |
| 14   | Felipe Nasr       | Sauber-Ferrari       | 56     | 3      | + 1 Runde   | 21    | 1:35,360 (49.)   |
| 15   | Nico Hülkenberg   | Force India-Mercedes | 56     | 4      | + 1 Runde   | 08    | 1:35,188 (53.)   |
| 16   | Sergio Pérez      | Force India-Mercedes | 56     | 3      | + 1 Runde   | 18    | 1:36,067 (39.)   |
| 17   | Rio Haryanto      | Manor-Mercedes       | 56     | 3      | + 1 Runde   | 20    | 1:36,685 (47.)   |
| –    | Carlos Sainz jr.  | Toro Rosso-Ferrari   | 29     | 2      | DNF         | 11    | 1:38,408 (22.)   |
| –    | Esteban Gutiérrez | Haas-Ferrari         | 10     | 1      | DNF         | 13    | 1:39,341 (02.)   |
| –    | Jenson Button     | McLaren-Honda        | 6      | 0      | DNF         | 14    | 1:39,427 (03.)   |
| DNS  | Sebastian Vettel  | Ferrari              | –      | –      | –           | 03    | –                |
| DNS  | Jolyon Palmer     | Renault              | –      | –      | –           | 19    | –                |

Anmerkungen
1. ↑  Vettel konnte aufgrund eines Motorschadens nicht am Rennen teilnehmen
2. ↑  Palmer konnte aufgrund eines Hydraulikdefektes nicht am Rennen teilnehmen

## WM-Stände nach dem Rennen
Die ersten zehn des Rennens bekamen 25, 18, 15, 12, 10, 8, 6, 4, 2 bzw. 1 Punkt(e).

### Fahrerwertung
| Pos. | Fahrer           | Konstrukteur         | Punkte |
| ---- | ---------------- | -------------------- | ------ |
| 01   | Nico Rosberg     | Mercedes             | 50     |
| 02   | Lewis Hamilton   | Mercedes             | 33     |
| 03   | Daniel Ricciardo | Red Bull-TAG Heuer   | 24     |
| 04   | Kimi Räikkönen   | Ferrari              | 18     |
| 05   | Romain Grosjean  | Haas-Ferrari         | 18     |
| 06   | Sebastian Vettel | Ferrari              | 15     |
| 07   | Felipe Massa     | Williams-Mercedes    | 14     |
| 08   | Max Verstappen   | Toro Rosso-Ferrari   | 9      |
| 09   | Nico Hülkenberg  | Force India-Mercedes | 6      |
| 10   | Valtteri Bottas  | Williams-Mercedes    | 6      |
| 11   | Daniil Kwjat     | Red Bull-TAG Heuer   | 6      |
| 12   | Carlos Sainz jr. | Toro Rosso-Ferrari   | 2      |

| Pos. | Fahrer            | Konstrukteur         | Punkte |
| ---- | ----------------- | -------------------- | ------ |
| 13   | Stoffel Vandoorne | McLaren-Honda        | 1      |
| 14   | Kevin Magnussen   | Renault              | 0      |
| 15   | Jolyon Palmer     | Renault              | 0      |
| 16   | Marcus Ericsson   | Sauber-Ferrari       | 0      |
| 17   | Sergio Pérez      | Force India-Mercedes | 0      |
| 18   | Pascal Wehrlein   | Manor-Mercedes       | 0      |
| 19   | Felipe Nasr       | Sauber-Ferrari       | 0      |
| 20   | Jenson Button     | McLaren-Honda        | 0      |
| 21   | Rio Haryanto      | Manor-Mercedes       | 0      |
| –    | Fernando Alonso   | McLaren-Honda        | 0      |
| –    | Esteban Gutiérrez | Haas-Ferrari         | 0      |

### Konstrukteurswertung
| Pos. | Konstrukteur       | Punkte |
| ---- | ------------------ | ------ |
| 1    | Mercedes           | 83     |
| 2    | Ferrari            | 33     |
| 3    | Red Bull-TAG Heuer | 30     |
| 4    | Williams-Mercedes  | 20     |
| 5    | Haas-Ferrari       | 18     |
| 6    | Toro Rosso-Ferrari | 11     |

| Pos. | Konstrukteur         | Punkte |
| ---- | -------------------- | ------ |
| 07   | Force India-Mercedes | 6      |
| 08   | McLaren-Honda        | 1      |
| 09   | Renault              | 0      |
| 10   | Sauber-Ferrari       | 0      |
| 11   | Manor-Mercedes       | 0      |